# Astiphromma rimosum
Astiphromma rimosum är en stekelart som beskrevs av Schwenke 1999. Astiphromma rimosum ingår i släktet Astiphromma och familjen brokparasitsteklar. Inga underarter finns listade.